# Liste der Kulturdenkmäler in Seeheim-Jugenheim
Die folgende Liste enthält die in der Denkmaltopographie ausgewiesenen Kulturdenkmäler auf dem Gebiet  der Gemeinde Seeheim-Jugenheim, Landkreis Darmstadt-Dieburg, Hessen.
Hinweis: Die Reihenfolge der Denkmäler in dieser Liste orientiert sich zunächst an Ortsteilen und anschließend der Anschrift, alternativ ist sie auch nach der Bezeichnung oder der Bauzeit sortierbar.
Kulturdenkmäler werden fortlaufend im Denkmalverzeichnis des Landes Hessen durch das Landesamt für Denkmalpflege Hessen auf Basis des Hessischen Denkmalschutzgesetzes (HDSchG) geführt. Die Schutzwürdigkeit eines Kulturdenkmals hängt nicht von der Eintragung in das Denkmalverzeichnis des Landes Hessen oder der Veröffentlichung in der Denkmaltopographie ab.

Das Vorhandensein oder Fehlen eines Objekts in dieser Liste ist keine rechtsverbindliche Auskunft darüber, ob es Kulturdenkmal ist oder nicht: Diese Liste entspricht möglicherweise nicht dem aktuellen Stand der offiziellen Denkmaltopographie. Diese ist für Hessen in den entsprechenden Bänden der Denkmaltopographie Bundesrepublik Deutschland und im Internet unter DenkXweb – Kulturdenkmäler in Hessen einsehbar. Auch diese Quellen sind, obwohl sie durch das Landesamt für Denkmalpflege Hessen aktualisiert werden, nicht immer aktuell, da es im Denkmalbestand immer wieder Änderungen gibt.
Eine verbindliche Auskunft erteilt allein das Landesamt für Denkmalpflege Hessen.
Nutze diese Kartenansicht, um Koordinaten in der Liste zu setzen. In dieser Kartenansicht sind Kulturdenkmale ohne Koordinaten mit einem roten bzw. orangen Marker dargestellt und können in der Karte gesetzt werden. Kulturdenkmale ohne Bild sind mit einem blauen bzw. roten Marker gekennzeichnet, Kulturdenkmale mit Bild mit einem grünen bzw. orangen Marker.

## Kulturdenkmäler nach Ortsteilen

### Jugenheim
| Bild                                                                                        | Bezeichnung                             | Lage | Beschreibung | Bauzeit | Objekt-Nr. |
| ------------------------------------------------------------------------------------------- | --------------------------------------- | --- | --- | --- | ---------- |
| Gesamtanlage Heiligenberg                                                                   | Gesamtanlage Heiligenberg               | Jugenheim LageFlur: 10, Flurstück: 1, 2, 3, 4/1, 4/2, 5, 6, 7/2, 7/3, 8, 8/2, 10, 11, 12, 13/3, 13/4, 14, 15, 16, 19/1, 22/7, 22/8, 144, 145 | Ehemalige Besitzung des Prinzen Alexander von Hessen mit Schloss und umgebender Parkanlage, darin seit 1866 abgeteilt der historische Kreuzgarten mit Klosterruine, Centlinde, Goldenem Kreuz, Gedächtniskapelle und letzter Ruhestätte des Prinzen Alexander und seiner Gemahlin Julia, Prinzessin von Battenberg. | Klosterkirche um 1000, Centlinde nach 1100, Schloss und Park ab 1813, Gotische Fenster von 1521 im 1831 auf den romanischen Fundamenten neu errichteten Chor, Goldenes Kreuz / Kreuzgarten 1866, Mausoleum 1889/1894, Grablege 1902 |            |
| Bild gesucht BW                                                                             | Gesamtanlage Hauptstraße                | Jugenheim, Burkhardtstraße 2; Hauptstraße 7–21, 8–16 Lage                                                                                    | | |            |
|                                                                                             |                                         | Jugenheim, Alsbacher Straße 12 LageFlur: 1, Flurstück: 340/2                                                                                 | Als Nebengebäude zu Nr. 18 unter Schutz | um 1870 |            |
| Villa mit Park                                                                              | Villa mit Park                          | Jugenheim, Alsbacher Straße 18 LageFlur: 1, Flurstück: 339/1, 338/8, 340/2, 339/2                                                            | | um 1870 |            |
| weitere Bilder                                                                              | Haus Bergfried                          | Jugenheim, Am Tannenberg 5 LageFlur: 1, Flurstück: 160/17                                                                                    | | 1859 |            |
| weitere Bilder                                                                              | Schloss Heiligenberg                    | Jugenheim, Auf dem Heiligenberg 8 LageFlur: 10, Flurstück: 15                                                                                | | |            |
| weitere Bilder                                                                              | Klosterruine Heiligenberg               | Jugenheim, Auf dem Heiligenberg LageFlur: 10, Flurstück: 4/2                                                                                 | Vermutlich im 11. Jh. gegründet als Eigenkloster der Herren von Bickenbach. Erweitert um 1230, 1413 dem Kloster Lorsch inkorporiert. Im 17. Jh. zerstört, fiel es 1803 an Hessen. 1831 als romantische Ruine im Park des Schlosses Heiligenberg wieder hergerichtet.                                                | |            |
| Bahnhofstraße 10                                                                            |                                         | Jugenheim, Bahnhofstraße 10 LageFlur: 10, Flurstück: 35/2                                                                                    | | |            |
| weitere Bilder                                                                              | Wohnhaus                                | Jugenheim, Balkhäuser Tal 2 LageFlur: 1, Flurstück: 71                                                                                       | | Frühes 18. Jahrhundert |            |
| Bild gesucht BW                                                                             |                                         | Jugenheim, Balkhäuser Tal 9 LageFlur: 1, Flurstück: 65/1                                                                                     | | |            |
| weitere Bilder                                                                              | Wohnhaus                                | Jugenheim, Balkhäuser Tal 12 LageFlur: 1, Flurstück: 57/1                                                                                    | | |            |
| weitere Bilder                                                                              |                                         | Jugenheim, Balkhäuser Tal 14a LageFlur: 1, Flurstück: 55/8                                                                                   | | |            |
| weitere Bilder                                                                              | Wohnhaus                                | Jugenheim, Balkhäuser Tal 30 LageFlur: 9, Flurstück: 4/1                                                                                     | | |            |
| Bild gesucht BW                                                                             | Scheune                                 | Jugenheim, Balkhäuser Tal 30 LageFlur: 9, Flurstück: 4/1                                                                                     | | |            |
| Balkhäuser Tal 36                                                                           |                                         | Jugenheim, Balkhäuser Tal 36 LageFlur: 9, Flurstück: 20/1                                                                                    | | |            |
| Bild gesucht BW                                                                             |                                         | Jugenheim, Balkhäuser Tal 36 LageFlur: 9, Flurstück: 20/1                                                                                    | | |            |
| Denkmalgeschütztes Gebäude in Seeheim-Jugenheim, Ortsteil Jugenheim, Bickenbacher Straße 12 | Wohnhaus                                | Jugenheim, Bickenbacher Straße 12 LageFlur: 3, Flurstück: 168/1                                                                              | | |            |
| Denkmalgeschütztes Gebäude in Seeheim-Jugenheim, Ortsteil Jugenheim, Bickenbacher Straße 14 | Wohnhaus                                | Jugenheim, Bickenbacher Straße 14 LageFlur: 3, Flurstück: 473/2                                                                              | | |            |
| weitere Bilder                                                                              | Wohnhaus                                | Jugenheim, Burkhardtstraße 14a LageFlur: 1, Flurstück: 104/2                                                                                 | | |            |
| Burkhardtstraße 23                                                                          |                                         | Jugenheim, Burkhardtstraße 23 LageFlur: 1, Flurstück: 236/2                                                                                  | | |            |
| weitere Bilder                                                                              | Wohnhaus                                | Jugenheim, Burkhardtstraße 46 LageFlur: 1, Flurstück: 492/5                                                                                  | | |            |
| Burkhardtstraße 48                                                                          | Wohnhaus                                | Jugenheim, Burkhardtstraße 48 LageFlur: 1, Flurstück: 493/2                                                                                  | | |            |
| Burkhardtstraße 50                                                                          | Wohnhaus                                | Jugenheim, Burkhardtstraße 50 LageFlur: 1, Flurstück: 493/14                                                                                 | | |            |
| Hauptstraße 12                                                                              |                                         | Jugenheim, Hauptstraße 12 LageFlur: 1, Flurstück: 139                                                                                        | | |            |
| weitere Bilder                                                                              | Ehemaliges Rathaus                      | Jugenheim, Hauptstraße 14 LageFlur: 1, Flurstück: 140                                                                                        | | 1556 |            |
| weitere Bilder                                                                              | Ehemalige Kellerei der Grafen zu Erbach | Jugenheim, Hauptstraße 15 LageFlur: 1, Flurstück: 84/2                                                                                       | erbaut 1552/54, ab 1816 hessisches Forstamt Jugenheim | 1552 |            |
| Nebengebäude                                                                                | Nebengebäude                            | Jugenheim, Hauptstraße 15 LageFlur: 1, Flurstück: 84/2                                                                                       | | |            |
| Hauptstraße 16                                                                              | Wohnhaus                                | Jugenheim, Hauptstraße 16 LageFlur: 1, Flurstück: 141/1                                                                                      | | |            |
| Hauptstraße 17                                                                              | Wohnhaus                                | Jugenheim, Hauptstraße 17 LageFlur: 1, Flurstück: 83                                                                                         | | um 1700 |            |
| weitere Bilder                                                                              | Haus Krone                              | Jugenheim, Hauptstraße 20 LageFlur: 1, Flurstück: 74/2                                                                                       | In der 2. Hälfte des 19. Jh. als Hotel erstes Haus am Platze, später Studentinnenwohnheim (sic!), dann Seniorenheim, jetzt Eigentumswohnungen. | |            |
|                                                                                             |                                         | Jugenheim, Hauptstraße 21 LageFlur: 1, Flurstück:                                                                                            | | |            |
| weitere Bilder                                                                              |                                         | Jugenheim, Hauptstraße 47 LageFlur: 1, Flurstück: 422/1                                                                                      | | |            |
| weitere Bilder                                                                              | Villa                                   | Jugenheim, Hauptstraße 48 LageFlur: 1, Flurstück: 298/3                                                                                      | | |            |
| Wohnhaus                                                                                    | Wohnhaus                                | Jugenheim, Hauptstraße 64 LageFlur: 1, Flurstück: 385                                                                                        | | |            |
| weitere Bilder                                                                              | Evangelische Bergkirche                 | Jugenheim, Heiligenberg 7 LageFlur: 1, Flurstück: 145                                                                                        | | |            |
| weitere Bilder                                                                              |                                         | Jugenheim, Hinter der Schule 13 LageFlur: 1, Flurstück: 168/1                                                                                | | |            |
| weitere Bilder                                                                              | Villa, sogenanntes Blaues Haus          | Jugenheim, Helene-Christaller-Weg 3 LageFlur: 1, Flurstück: 26/1                                                                             | | |            |
| Villa                                                                                       | Villa                                   | Jugenheim, Helene-Christaller-Weg 4 LageFlur: 1, Flurstück: 501/12                                                                           | | |            |
| Bild gesucht BW                                                                             | Villa                                   | Jugenheim, Helene-Christaller-Weg 5 LageFlur: 1, Flurstück: 22/9                                                                             | | |            |
| weitere Bilder                                                                              | Villa                                   | Jugenheim, Helene-Christaller-Weg 13 LageFlur: 1, Flurstück: 18                                                                              | | 1861–1863, 1903/04 |            |
| Villa                                                                                       | Villa                                   | Jugenheim, Helene-Christaller-Weg 15 LageFlur: 1, Flurstück: 20/1                                                                            | | |            |
| weitere Bilder                                                                              |                                         | Jugenheim, In den Pfifflergärten 2, 4, 6 LageFlur: 1, Flurstück: 494/1                                                                       | | |            |
|                                                                                             |                                         | Jugenheim, In den Pfifflergärten 11 LageFlur: 1, Flurstück: 252/1                                                                            | | |            |
| Bild gesucht BW                                                                             | Villa                                   | Jugenheim, Liebrechtstraße 5 LageFlur: 13, Flurstück: 423/1                                                                                  | | |            |
| weitere Bilder                                                                              | Villa                                   | Jugenheim, Lindenstraße 6 LageFlur: 1, Flurstück: 270/1                                                                                      | | |            |
| Nebengebäude                                                                                | Nebengebäude                            | Jugenheim, Lindenstraße 6 LageFlur: 1, Flurstück: 270/1                                                                                      | | |            |
| weitere Bilder                                                                              | Ehemalige Schule                        | Jugenheim, Lindenstraße 12 LageFlur: 1, Flurstück: 26/1                                                                                      | | |            |
| weitere Bilder                                                                              | Postamt                                 | Jugenheim, Ludwigstraße 1 LageFlur: 1, Flurstück: 428/1                                                                                      | | |            |
| weitere Bilder                                                                              | Villa                                   | Jugenheim, Ludwigstraße 5 LageFlur: 1, Flurstück: 430/3                                                                                      | | |            |
| weitere Bilder                                                                              | Villa                                   | Jugenheim, Ludwigstraße 6 LageFlur: 1, Flurstück: 415/8                                                                                      | | |            |
| Villa                                                                                       | Villa                                   | Jugenheim, Merckstraße 27 LageFlur: 1, Flurstück: 72/6                                                                                       | Haus Sonneck | 1914 |            |
| Villa                                                                                       | Villa                                   | Jugenheim, Pauerweg 30 LageFlur: 1, Flurstück: 335                                                                                           | | |            |
|                                                                                             |                                         | Jugenheim, Pauerweg 37 LageFlur: 1, Flurstück: 73/11                                                                                         | | |            |
| Privatweg 5                                                                                 | Villa                                   | Jugenheim, Privatweg 5 LageFlur: 1, Flurstück: 325                                                                                           | | |            |
| Villa                                                                                       | Villa                                   | Jugenheim, Privatweg 7 LageFlur: 1, Flurstück: 328                                                                                           | | |            |
| Bild gesucht BW                                                                             | Villa                                   | Jugenheim, Privatweg 9 LageFlur: 1, Flurstück: 331/1                                                                                         | | |            |
| Friedhofsmauer                                                                              | Friedhofsmauer                          | Jugenheim, Sandmühlstraße LageFlur: 1, Flurstück: 444/4/2/7/8                                                                                | | |            |
| weitere Bilder                                                                              | Friedensbrunnen                         | Jugenheim, Sandmühlstraße/Ecke Bahnhofstraße LageFlur: 1, Flurstück: 436/2                                                                   | Gestaltet vom in Jugenheim ansässigen Bildhauer, Grafiker und Verleger Daniel Greiner. | 1909 |            |
| weitere Bilder                                                                              | Katholische Kirche                      | Jugenheim, Sandmühlstraße 11 LageFlur: 1, Flurstück: 416&5                                                                                   | | |            |
| weitere Bilder                                                                              | Ehemalige Mühle                         | Jugenheim, Stettbacher Tal 13 LageFlur: 1, Flurstück: 147/1                                                                                  | | |            |
| Wohnhaus                                                                                    | Wohnhaus                                | Jugenheim, Stettbacher Tal 18 LageFlur: 14, Flurstück: 20/5                                                                                  | | |            |
| Wohnhaus                                                                                    | Wohnhaus                                | Jugenheim, Stettbacher Tal 24 LageFlur: 14, Flurstück: 22/4                                                                                  | | |            |
| Villa                                                                                       | Villa                                   | Jugenheim, Stettbacher Tal 25 LageFlur: 14, Flurstück: 25/5                                                                                  | | |            |
| Pension                                                                                     | Pension                                 | Jugenheim, Stettbacher Tal 34 LageFlur: 14, Flurstück: 29/4                                                                                  | | |            |
|                                                                                             |                                         | Jugenheim, Stettbacher Tal 34a LageFlur: 14, Flurstück: 29/3                                                                                 | | |            |
| weitere Bilder                                                                              |                                         | Jugenheim, Stettbacher Tal 43 LageFlur: 14, Flurstück: 46/5                                                                                  | | |            |
| Dreiseithof                                                                                 | Dreiseithof                             | Jugenheim, Stettbacher Tal 51 LageFlur: 14, Flurstück: 52/2                                                                                  | | |            |
|                                                                                             |                                         | Jugenheim, Zwingenberger Straße 4 LageFlur: 1, Flurstück: 381/1                                                                              | | |            |
| Zwingenberger Straße 20 (Jugenheim)                                                         |                                         | Jugenheim, Zwingenberger Straße 20 LageFlur: 1, Flurstück: 25                                                                                | | |            |
|                                                                                             |                                         | Jugenheim, Zwingenberger Straße 22 LageFlur: 1, Flurstück: 23                                                                                | | |            |

### Seeheim
| Bild | Bezeichnung                                                  | Lage | Beschreibung             | Bauzeit         | Objekt-Nr. |
| --- | ------------------------------------------------------------ | --- | ------------------------ | --------------- | ---------- |
| Bild gesucht BW                                                                                                  | Gesamtanlage Ortskern Seeheim                                | Seeheim, Bergstraße 1–15, 2, 4; Darmstädter Straße 1–15, 2–14; Kirchstraße 1, 3, 9, 4–8; Mühltalstraße 2, 3; Ober-Beerbacher Straße 1–7, 4–12, 16; Schloßstraße 33 Lage |                          |                 |            |
| Bild gesucht BW                                                                                                  | Gesamtanlage Burgstraße                                      | Seeheim, Burgstraße 3, 2–8 Lage |                          |                 |            |
| Bild gesucht BW                                                                                                  | Gesamtanlage Wilhelm-Leuschner-Straße/Friedrich-Ebert-Straße | Seeheim, Friedrich-Ebert-Straße 1–5, 2–6; Wilhelm-Leuschner-Straße 42–56 Lage                                                                                           |                          |                 |            |
| Bild gesucht BW                                                                                                  | Gesamtanlage Hoflager                                        | Seeheim Lage |                          |                 |            |
| Bild gesucht BW                                                                                                  | Gesamtanlage Südliches Villengebiet                          | Seeheim, Albert-Schweitzer-Straße 4, 12, 14, 7–25; Karolinenstraße 1–9, 2–10; Philipp-März-Straße 2–14; Zeppelinweg 4 Lage                                              |                          |                 |            |
| Denkmalgeschütztes Gebäude in Seeheim-Jugenheim, Ortsteil Seeheim, Albert Schweizer Straße 3                     | Wohnhaus                                                     | Seeheim, Albert-Schweitzer-Straße 3 LageFlur: 1, Flurstück: 546/4 |                          |                 |            |
| Denkmalgeschütztes Gebäude in Seeheim-Jugenheim, Ortsteil Seeheim, Albert Schweizer Straße 14                    | Wohnhaus                                                     | Seeheim, Albert-Schweitzer-Straße 14 LageFlur: 1, Flurstück: 533/3 |                          |                 |            |
| Ehemaliges Pfarrhaus                                                                                             | Ehemaliges Pfarrhaus                                         | Seeheim, Bergstraße 3 LageFlur: 1, Flurstück: 274 |                          |                 |            |
| Denkmalgeschütztes Gebäude in Seeheim-Jugenheim, Ortsteil Seeheim, Bergstraße 7                                  | Wohnhaus, Restaurant zum Löwen                               | Seeheim, Bergstraße 7 LageFlur: 1, Flurstück: 299/2 |                          |                 |            |
| Denkmalgeschütztes Gebäude in Seeheim-Jugenheim, Ortsteil Seeheim                                                | Wohnhaus                                                     | Seeheim, Bergstraße 9 LageFlur: 1, Flurstück: 300 |                          |                 |            |
| Denkmalgeschütztes Gebäude in Seeheim-Jugenheim, Ortsteil Seeheim, Burgstraße 3                                  | Wohnhaus                                                     | Seeheim, Burgstraße 3 LageFlur: 1, Flurstück: 73/1 |                          |                 |            |
| Denkmalgeschütztes Gebäude in Seeheim-Jugenheim, Ortsteil Seeheim, Darmstädter Str 3                             | Wohnhaus                                                     | Seeheim, Darmstädter Straße 3 LageFlur: 1, Flurstück: 228/1 |                          |                 |            |
| Denkmalgeschütztes Gebäude in Seeheim-Jugenheim, Ortsteil Seeheim, Darmstädter Straße 10                         | Wohnhaus                                                     | Seeheim, Darmstädter Straße 10 LageFlur: 1, Flurstück: 262/1 |                          |                 |            |
| Denkmalgeschütztes Gebäude in Seeheim-Jugenheim, Ortsteil Seeheim, Darmstädter Straße 12                         | Wohnhaus                                                     | Seeheim, Darmstädter Straße 12 LageFlur: 1, Flurstück: 254/2 |                          |                 |            |
| weitere Bilder                                                                                                   | Wohnhaus                                                     | Seeheim, Darmstädter Straße 27 LageFlur: 1, Flurstück: 96/1 |                          |                 |            |
| Denkmalgeschütztes Gebäude in Seeheim-Jugenheim, Ortsteil Seeheim, Georgenstraße 10                              | Wohnhaus                                                     | Seeheim, Georgenstraße 10 LageFlur: 1, Flurstück: 178/6 |                          |                 |            |
| Bild gesucht BW                                                                                                  | Gartenhaus                                                   | Seeheim, Georgenstraße 10 LageFlur: 1, Flurstück: 178/6 |                          |                 |            |
| Bild gesucht BW                                                                                                  |                                                              | Seeheim, Georgenstraße 15 LageFlur: 1, Flurstück: 394/1 |                          |                 |            |
| Denkmalgeschütztes Gebäude in Seeheim-Jugenheim, Ortsteil Seeheim, Kirchstraße 3                                 | Wohnhaus                                                     | Seeheim, Kirchstraße 3 LageFlur: 1, Flurstück: 279/1 |                          |                 |            |
| weitere Bilder                                                                                                   | Evangelische Pfarrkirche                                     | Seeheim, Kirchstraße 9 LageFlur: 1, Flurstück: 291/2 | Evangelische Pfarrkirche |                 |            |
| Denkmalgeschütztes G(eebäude hemailger Erbachischer Hof) in Seeheim-Jugenheim, Ortsteil Seeheim, Mühltalstraße 2 | ehemaliger Erbachischer Hof                                  | Seeheim, Mühltalstraße 2 und 3 LageFlur: 1, Flurstück: 317/2, 317/3 |                          |                 |            |
| weitere Bilder                                                                                                   | Altes Rathaus                                                | Seeheim, Ober-Beerbacher Straße 1 LageFlur: 1, Flurstück: 311 |                          | 1599            |            |
| Denkmalgeschütztes Gebäude in Seeheim-Jugenheim, Ortsteil Seeheim, Ober Beerbacher Straße 16                     | Wohnhaus                                                     | Seeheim, Ober-Beerbacher Straße 16 LageFlur: 1, Flurstück: 215/1 |                          |                 |            |
| weitere Bilder                                                                                                   | Seeheimer Schloss                                            | Seeheim, Schloßstraße 1 LageFlur: 1, Flurstück: 363/9 |                          |                 |            |
| Denkmalgeschütztes Gebäude (ehemalige Synagoge) in Seeheim-Jugenheim, Ortsteil Seeheim, Schloßstraße 24          | Ehemalige Synagoge                                           | Seeheim, Schloßstraße 24 LageFlur: 1, Flurstück: 84/1 |                          |                 |            |
| Denkmalgeschütztes Gebäude in Seeheim-Jugenheim, Ortsteil Seeheim, Schloßstraße 56                               | Wohnhaus                                                     | Seeheim, Schloßstraße 56 LageFlur: 1, Flurstück: 197/2 |                          |                 |            |
| Rathaus, Ehemalige Schule                                                                                        | Rathaus, Ehemalige Schule                                    | Seeheim, Schulstraße 12 LageFlur: 1, Flurstück: 478/1 |                          |                 |            |
| Denkmalgeschütztes Gebäude (ehemaliges Amtshaus) in Seeheim-Jugenheim, Ortsteil Seeheim, Villastraße 2           | Ehemaliges Amtshaus                                          | Seeheim, Villastraße 2 LageFlur: 1, Flurstück: 318/1 |                          | 14. Jahrhundert |            |
| Denkmalgeschütztes Gebäude in Seeheim-Jugenheim, Ortsteil Seeheim, Villastraße 5                                 | Villa                                                        | Seeheim, Villastraße 5 LageFlur: 1, Flurstück: 559/3 |                          |                 |            |
| Denkmalgeschütztes Gebäude in Seeheim-Jugenheim, Ortsteil Seeheim, Villastraße 8                                 | Villa                                                        | Seeheim, Villastraße 8 LageFlur: 1, Flurstück: 332/11 |                          |                 |            |
| Denkmalgeschütztes Objekt, Eingang zum Goldschmidtpark, in Seeheim-Jugenheim, Ortsteil Seeheim, Villastraße      |                                                              | Seeheim, Villastraße LageFlur: 13, Flurstück: 600/30 |                          |                 |            |
| Denkmalgeschützte Villa im Goldschmidtpark in Seeheim-Jugenheim, Ortsteil Seeheim, Villastraße 11                | Villa                                                        | Seeheim, Villastraße 11 LageFlur: 13, Flurstück: 600/2 |                          |                 |            |
| Denkmalgeschütztes Gebäude in Seeheim-Jugenheim, Ortsteil Seeheim, Waldstraße 19                                 | Wohnhaus                                                     | Seeheim, Waldstraße 19 LageFlur: 1, Flurstück: 33/2 |                          |                 |            |
| weitere Bilder                                                                                                   | Burgruine Tannenberg                                         | Seeheim LageFlur: 14, Flurstück: 20/8 |                          |                 |            |

### Balkhausen
| Bild                  | Bezeichnung         | Lage                                                       | Beschreibung | Bauzeit | Objekt-Nr. |
| --------------------- | ------------------- | ---------------------------------------------------------- | ------------ | ------- | ---------- |
| Balkhausen, Hofanlage | Hofanlage           | Balkhausen LageFlur: 1, Flurstück: 31/1                    |              |         |            |
| weitere Bilder        | Hofanlage           | Balkhausen, Felsbergstraße 16 LageFlur: 3, Flurstück: 47/1 |              |         |            |
| weitere Bilder        | Evangelische Kirche | Balkhausen, Felsbergstraße 21 LageFlur: 3, Flurstück: 1/6  |              |         |            |

### Malchen
| Bild                                                                                        | Bezeichnung         | Lage                                                           | Beschreibung | Bauzeit | Objekt-Nr. |
| ------------------------------------------------------------------------------------------- | ------------------- | -------------------------------------------------------------- | ------------ | ------- | ---------- |
| weitere Bilder                                                                              | Evangelische Kirche | Malchen, Frankensteiner Straße 24 LageFlur: 1, Flurstück: 49   |              |         |            |
| Bild gesucht BW                                                                             |                     | Malchen, Frankensteiner Straße 28 LageFlur: 1, Flurstück: 41/2 |              |         |            |
| Denkmalgeschütztes Gebäude in Seeheim-Jugenheim, Ortsteil Malchen, Frankensteiner Straße 45 |                     | Malchen, Frankensteiner Straße 45 LageFlur: 1, Flurstück: 14/2 |              |         |            |
| EhemObjektDenkmal                                                                           |                     | Malchen, Frankensteiner Straße 59 LageFlur: 1, Flurstück: 23/5 |              |         |            |

### Ober-Beerbach
| Bild                                                                                           | Bezeichnung                  | Lage                                                            | Beschreibung | Bauzeit | Objekt-Nr. |
| ---------------------------------------------------------------------------------------------- | ---------------------------- | --------------------------------------------------------------- | ------------ | ------- | ---------- |
| Bild gesucht BW                                                                                | Gesamtanlage Ober-Beerbach   | Ober-Beerbach, Ernsthöfer Straße 9–17, 10–14 Lage               |              |         |            |
| Bild gesucht BW                                                                                | Gesamtanlage Erbacher Straße | Ober-Beerbach, Erbacher Straße 16; Im Klingen 2 Lage            |              |         |            |
| Denkmalgeschütztes Gebäude in Seeheim-Jugenheim, Ortsteil Ober-Beerbach, Eberstädter Straße 2  | Wohnhaus                     | Ober-Beerbach, Eberstädter Straße 2 LageFlur: 1, Flurstück: 115 |              |         |            |
| Denkmalgeschütztes Gebäude in Seeheim-Jugenheim, Ortsteil Ober-Beerbach, Erbacher Straße 16    | Hofanlage                    | Ober-Beerbach, Erbacher Straße 16 LageFlur: 1, Flurstück: 13    |              |         |            |
| weitere Bilder                                                                                 | Evangelische Kirche          | Ober-Beerbach, Ernsthöfer Straße 14 LageFlur: 1, Flurstück: 165 |              |         |            |
| Denkmalgeschütztes Gebäude (Keller) in Seeheim-Jugenheim, Ortsteil Ober-Beerbach, Im Klingen 5 | Wohnhaus                     | Ober-Beerbach, Im Klingen 5 LageFlur: 1, Flurstück: 109         |              |         |            |

### Stettbach
Im Süden der Gemarkung Ober-Beerbach liegt der Ortsteil Stettbach.
| Bild                             | Bezeichnung | Lage                                                 | Beschreibung | Bauzeit | Objekt-Nr. |
| -------------------------------- | ----------- | ---------------------------------------------------- | ------------ | ------- | ---------- |
| Stettbach-Schule-Am Hang 5       | Schule      | Stettbach, Am Hang 5 LageFlur: 10, Flurstück: 17     |              |         |            |
| Stettbach-Wohnhaus-Höhenstraße 1 |             | Stettbach, Höhenstraße 1 LageFlur: 10, Flurstück: 24 |              |         |            |